# 最终解决德国问题条约

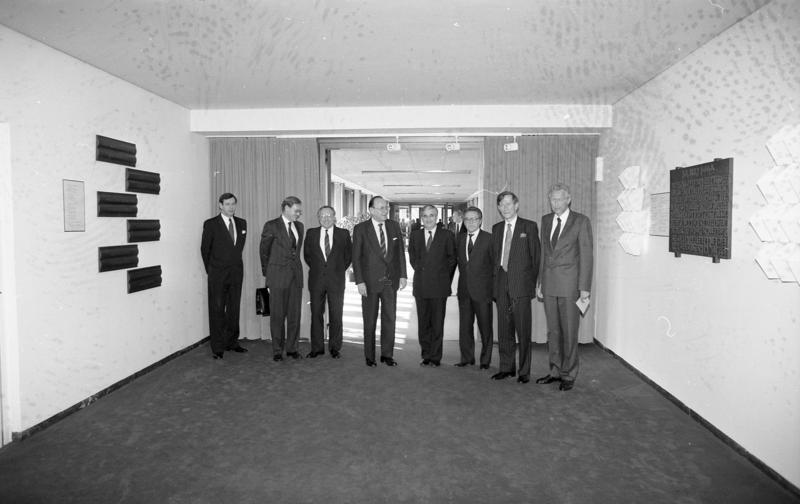
第一輪2+4會談，1990年3月14日于西德首都波恩的西德外交部。
右1：Dieter Kastrup，西德會談代表團領導人；左4：Hans-Dietrich Genscher，西德外交部長。

最终解决德国问题条约（英語：The Treaty on the Final Settlement With Respect to Germany），又称2+4条约（德語：Zwei-Plus-Vier-Vertrag）由德意志聯邦共和國（西德）、德意志民主共和國（東德）和第二次世界大战结束后的占领国：美国、苏联、英国、法国四国于1990年9月12日在莫斯科所签署。

## 源由
1945年8月2日，波兹坦会议结束时签署了波茨坦协定。条款中规定，同盟国将占领和管理德国，并划定临时性的德波边界为奧德河-尼斯河线。根据波兹坦协定1.3.1款之规定：该协定将是临时性的，当一个足够能达成此目的的德国政府建立后，一个对德和约将最终取代该协定。
1949年美、英、法三國所管理的德國領土合併建國，首都波恩，是為德意志聯邦共和國，又稱西德。德國蘇占區成立德意志民主共和國，又稱東德，首都為東柏林。“德国问题”随后变成了冷战的标志之一，直到1980年代后期，在建立一个统一的德国政府以便于签署条约最终解决德国问题上的努力取得了一些小的进展。
随着柏林墙的倒塌，联邦德国和民主德国人民希望建立一个统一、民主的、拥有完全主权的德国的愿望变得明朗。德国人愿意接受波茨坦协定，这使得有关各方经谈判达成一个最终解决方案变得可能。1990年9月12日，最终解决德国问题条约在莫斯科签署，为同年10月3日的兩德统一铺平了道路。

## 內容
最终解决德国问题条约规定，美国、苏联、英国、法国四国放弃在德国原先拥有的特权（含柏林）；到1991年3月15日，统一的德国将拥有完全主权；苏军在1994年底撤出德国；德国同意限制军队数量不超过370,000人，其中陆军和空军不超过345,000人；德国也承诺不拥有核武器、生物武器和化学武器，尤其是《不扩散核武器条约》仍然适用于统一后的德国；任何其他国家也不得将核武器和运载工具驻扎或部署在前东德；东德将成为一个无核区域。
条约的另一重要部分是德国确认和波兰的国际边界，以及1945年战败后所被割让的领土。以防止德国在未来对于奧德河-尼斯河线以东领土的任何主张。德国也同意签署一个與波兰的单独条约以确认他们之间的现有边界。《德波边界条约》于1990年11月14日签署。虽然西德和东德分别作为两个实体签署了德波边界条约，但其批准则按条约规定由统一后的德国完成。

## 影響
在納粹德國戰敗的時候，盟軍與蘇聯分別佔有西德及東德，並對戰後東西德軍的規模做出了限制。雖然同是戰敗國的義大利最終在歐美盟國允許下解除了建造輕型航母禁令，但德國的基本國策本身屬於防衛型的建軍策略，故未發展「軸心國條款」中被限制開發與持有的武器。
在冷戰時期，東、西德由於位於冷戰的最前線，故前蘇聯與美國分別在東西德部署重兵，包含了彈道飛彈、巡弋飛彈與長程轟炸機，同時敵對雙方皆將東西德納入自己的「核保護傘」底下。
兩德統一之後，由於向來貫徹防衛型的建軍策略，加上此條約的規範，故德國海軍只有柴電動力的潛艇；另外德國方面由於受到此一條約的規範，不得主動對其他國家優先提出宣戰權，而德軍的軍事力量在北約中僅作支援美、英、法等先制攻擊方的支援工作。

## 註解
1. ↑  苏联解体后，俄军继续驻扎在德国境内直到1994年底为止。

## 扩展阅读
- 条约全文 （页面存档备份，存于）（美国驻德大使馆网站）
- Legal Aspects of the Unification of the Two German States Academy of European Law online, 1990-2004 European Journal of International Law,
- 收录于维基文库的条约全文：英文版、法文版、俄文版、德文版